# گونی تپه ۱
گونی تپه ۱ مربوط به عصر آهن - دوره اشکانیان است و در شهرستان بیله‌سوار، بخش مرکزی، دهستان گوگ تپه، ۱۰۰ کیلومتری غرب روستای قره قاسملو واقع شده و این اثر در تاریخ ۱۲ شهریور ۱۳۸۶ با شمارهٔ ثبت ۱۹۳۷۸ به‌عنوان یکی از آثار ملی ایران به ثبت رسیده‌است.